# Бабій Ольга Олегівна
Ольга Олегівна Бабій (уроджена Калініна; 20 червня 1989, Тернопіль) — українська шахістка, гросмейстер серед жінок (2013).

Срібна призерка чемпіонатів України із шахів 2015, 2017, 2020, 2021, бронзова — чемпіонату України 2009 року.
Її рейтинг станом на січень 2025 року — 2299 (146-те місце у світі, 10-те — серед шахісток України).

## Досягнення

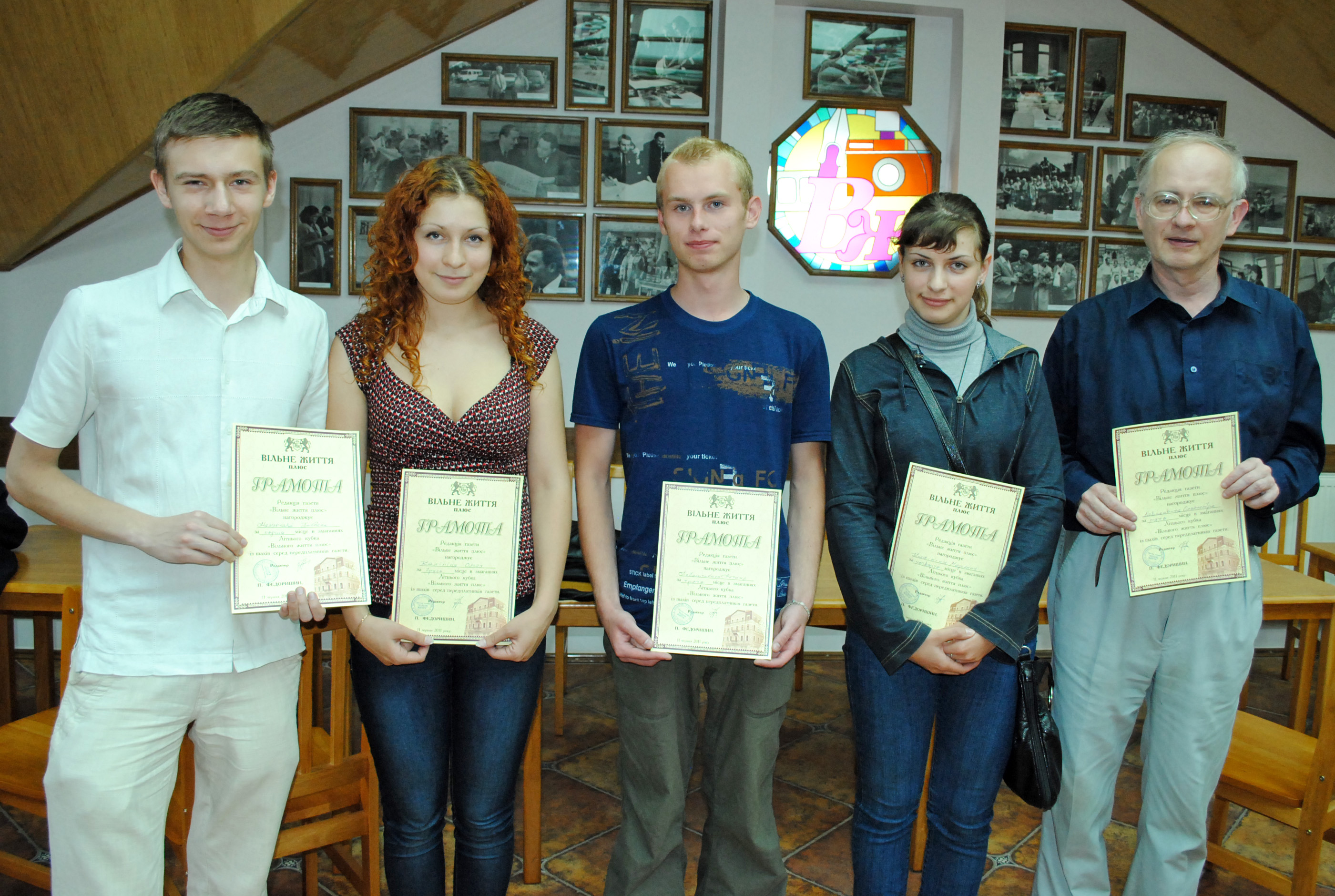
Ольга Калініна серед призерів традиційного розіграшу літнього кубка зі швидких шахів серед передплатників газети «Вільне життя плюс» (11.06.2011)

- Чемпіонка України серед дівчат до 20 років (2009). Результат 9 очок з 11 можливих (+8-1=2)[2];
- Бронзова призерка чемпіонату України серед жінок (2009);
- Срібна призерка чемпіонату України серед жінок із швидких шахів 2012 року.[3];
- У складі студентської збірної України — срібний призер всесвітньої Універсіади (Китай, 2011);
- Переможниця півфінального етапу чемпіонату України 2014 року[4];
- Переможниця півфінального етапу чемпіонату України 2015 року[5];
- Чемпіонка України серед жінок із швидких шахів 2015 року.[6];
- Срібна призерка чемпіонату України (2015)[7];
- Срібна призерка чемпіонату України серед жінок із швидких шахів 2016 року;
- Бронзова призерка чемпіонату України серед жінок з бліцу 2016 року;
- Переможниця півфінального етапу чемпіонату України 2017 року;
- Срібна призерка чемпіонату України (2017)[8][9];
- Чемпіонка України серед жінок із швидких шахів 2018 року;
- Чемпіонка України серед жінок з бліцу 2019 року;
- Бронзова призерка Чемпіонату України серед жінок із швидких шахів 2020 року;
- Срібна призерка чемпіонату України (2020)
- Срібна призерка чемпіонату України (2021)

## Результати виступів у чемпіонатах України
Ольга Бабій (Калініна) учасниця 16-ти фінальних турнірів чемпіонатів України серед жінок, із загальним доробком — 79 очок зі 138 можливих (+62-51=34).
| Рік  | Місто       | Турнір                 | + | − | = | Результат | Місце  |
| ---- | ----------- | ---------------------- | - | - | - | --------- | ------ |
| 2004 | Сімферополь | 64-й чемпіонат України | 3 | 5 | 1 | 3½ з 9    | 43     |
| 2005 | Алушта      | 65-й чемпіонат України | 4 | 4 | 1 | 4½ з 9    | 22     |
| 2006 | Одеса       | 66-й чемпіонат України | 4 | 5 | 2 | 5 з 11    | 8      |
| 2007 | Полтава     | 67-й чемпіонат України | 6 | 4 | 1 | 6½ з 11   | 4      |
| 2009 | Євпаторія   | 69-й чемпіонат України | 6 | 1 | 2 | 7 з 9     | Bronze |
| 2010 | Полтава     | 70-й чемпіонат України | 4 | 3 | 2 | 5 з 9     | 11     |
| 2011 | Полтава     | 71-й чемпіонат України | 3 | 3 | 3 | 4½ з 9    | 15     |
| 2013 | Київ        | 73-й чемпіонат України | 2 | 4 | 3 | 3½ з 9    | 7      |
| 2014 | Львів       | 74-й чемпіонат України | 3 | 3 | 2 | 4 з 8     | 6      |
| 2015 | Львів       | 75-й чемпіонат України | 5 | 2 | 2 | 6 з 9     | Silver |
| 2016 | Рівне       | 76-й чемпіонат України | 3 | 2 | 4 | 5 з 9     | 5      |
| 2017 | Житомир     | 77-й чемпіонат України | 6 | 2 | 1 | 6½ з 9    | Silver |
| 2018 | Київ        | 78-й чемпіонат України | 2 | 3 | 4 | 4 з 9     | 7      |
| 2019 | Луцьк       | 79-й чемпіонат України | 2 | 6 | 1 | 2½ з 9    | 10     |
| 2020 | Херсон      | 80-й чемпіонат України | 5 | 2 | 2 | 6 з 9     | Silver |
| 2021 | Харків      | 81-й чемпіонат України | 4 | 2 | 3 | 5½ з 9    | Silver |